# Saint-André-de-Roquelongue
Saint-André-de-Roquelongue (okzitanisch Sant Andrieu de Ròcalonga) ist eine französische Gemeinde mit 1400 Einwohnern (1. Januar 2022) im Département Aude in der Region Okzitanien.

## Geografie
Saint-André-de-Roquelongue liegt sechzehn Kilometer südwestlich von Narbonne. Die Gemeinde wird vom Flüsschen Aussou sowie seinem Zufluss Ruisseau de la Caminade durchflossen.

## Geschichte
Die frühesten Spuren menschlicher Besiedlung gehen bis in die Jungsteinzeit zurück (5000–2500 vor Christus). Noch heute sind auf dem Gemeindegebiet Spuren aus dieser Epoche zu finden, darunter ein Dolmen. 
Die Schafzucht war bis zur Mitte des 19. Jahrhunderts stets die wichtigste Lebensgrundlage der Bevölkerung. Durch die römische Besatzung, die im Jahr 118 vor Christus begann, gewann die Siedlung an Bedeutung. Auf dem Gebiet der heutigen Gemeinde gab es außerdem vier gallo-römische Villen. 
Saint-André fiel später unter die Herrschaft von Montséret. Es waren auch Bauern aus Montséret, die den Ort am Fuß des Hügels Roquelongue gründeten. Die Kirche wurde 1178 erwähnt, 1744 wurde sie restauriert. Seit 1189 war der Abt von Fontfroide der Hauptherrscher über Saint-André, daneben hatten auch der Erzbischof von Narbonne, der Herr von Montséret und der Vicomte von Narbonne Anspruch auf Territorium. Neben der Pfarrkirche existierte im Mittelalter die vorkirchliche Kapelle Saint-Jacques, von der heute nur noch Überreste auf dem Vernède-Hügel zu finden sind. Erst 1791 wurde Saint-André eine selbstständige Gemeinde (zuvor ein Teil von Montséret). Nach der Revolution war die Landwirtschaft von Ackerbau (vor allem Weizen) und Viehzucht bestimmt, Weinbau machte nur einen begrenzten Anteil aus. 1891 erreichte die Bevölkerung mit 1228 Einwohnern ihren Höhepunkt. Nach dem Zweiten Weltkrieg sank die Bevölkerung, bis auf 680 Einwohner im Jahr 1982. Durch die Nähe zu den Zentren Narbonne und Lézignan-Corbières konnte die Einwohnerzahl seither wieder gesteigert werden.

## Persönlichkeiten
- Léopold Servole, französischer Rugbyspieler, 1906 in Saint-André geboren

## Bevölkerungsentwicklung
| Jahr      | 1962 | 1968 | 1975 | 1982 | 1990 | 1999 | 2008 | 2016 |
| Einwohner | 760  | 813  | 756  | 680  | 755  | 828  | 1063 | 1406 |